# Edmond Buat
Pour les articles homonymes, voir Buat.
Edmond Alphonse Léon Buat né à Châlons-sur-Marne le 17 septembre 1868 et mort à Paris le 30 décembre 1923 est un   général français de la Première Guerre mondiale, grand-croix de la Légion d'honneur.
Après la guerre, il est membre du conseil supérieur de la guerre et chef d'état-major général de l'armée de 1920 jusqu'à sa mort en 1923.

## Biographie

### Jeunesse
Edmond Buat est né à Châlons-sur-Marne le 17 septembre 1868. Son père, Léon Buat, était officier du génie, sa mère, Marie Poincelet, était native de Magny près de Metz d'où une sensibilité forte du général Buat au retour de la Lorraine annexée au sein de la France.
À la suite de la mutation de Léon Buat, la famille se fixe à Nantes, il fait ses études au lycée de la ville. Admis à l'École polytechnique en 1887, il en sort lieutenant d'artillerie en 1891. Le 18 mars 1893, il épouse à Paris Jeanne Bubbe (1870-1962), fille d'un général d'artillerie.

### Avant la Grande Guerre
Après avoir préparé le concours d'entrée à l'École supérieure de guerre, il y est reçu premier en 1895. Il a pour professeurs d'histoire militaire, de stratégie et de tactique générale le colonel Bonnal, le chef de bataillon Lanrezac et le chef d'escadron Foch. Il en sort deuxième derrière le cavalier Pierre des Vallières avec le grade de capitaine.
Il sert ensuite sous les ordres du généralissime désigné, le général de Lacroix. Il est commandant en mars 1909.
Il commande ensuite le 3e groupe du 25e régiment d'artillerie à Châlons-sur-Marne.
En 1912, il est nommé au cabinet du ministre de la Guerre Alexandre Millerand. Le 7 septembre, il assiste aux cérémonies du centenaire de Borodino au sein de la délégation française conduite par le général Langle de Cary. Lieutenant-colonel, il est professeur-adjoint de tactique générale à l'École supérieure de guerre à la déclaration de guerre.

### Première Guerre mondiale
Il est nommé, début août 1914, chef d'état-major de l'armée d'Alsace. Dès la fin du mois d'août, il est appelé par Millerand, ministre de la Guerre, et devient son chef de cabinet. Il quitte le ministère, en novembre 1915, pour prendre le commandement de la 245e brigade d'infanterie.
De janvier à mai 1916, il est aide-major général au Grand Quartier général (GQG). De cette date à janvier 1917, il est successivement commandant de la 7e brigade d'infanterie puis de la 121e division d'infanterie.
En janvier 1917, il prend le commandement de la réserve générale d'artillerie. À ce poste, il augmente les effectifs, qui passent de 2 000 à 5 000 officiers et de 55 000 à 230 000 hommes de troupe et les moyens de l'artillerie lourde.
À partir de février 1918, il est successivement commandant de la 33e division d'infanterie puis du 17e corps d'armée et enfin, à partir du 12 juin, de la 5e armée. Cette armée, en plus des unités françaises, comprend le 2e corps italien sous les ordres du général Albricci et la 19e brigade anglaise du général Jeffries.
Nommé major-général au GQG le 4 juillet 1918, poste qu'il quitte en octobre 1919, il y organise la manœuvre défensive des armées françaises lors des dernières grandes offensives allemandes puis la série des offensives françaises conjuguées à celles des armées alliées, et ce jusqu'à l'Armistice. À ce poste, il doit s'adapter aux exigences et aux ordres, parfois contradictoires, de son chef le général Philippe Pétain et du chef des armées alliées, le général puis maréchal Ferdinand Foch.
De la première journée des hostilités jusqu'à la fin de sa vie, Buat tient quasi quotidiennement son journal.

### Après-guerre

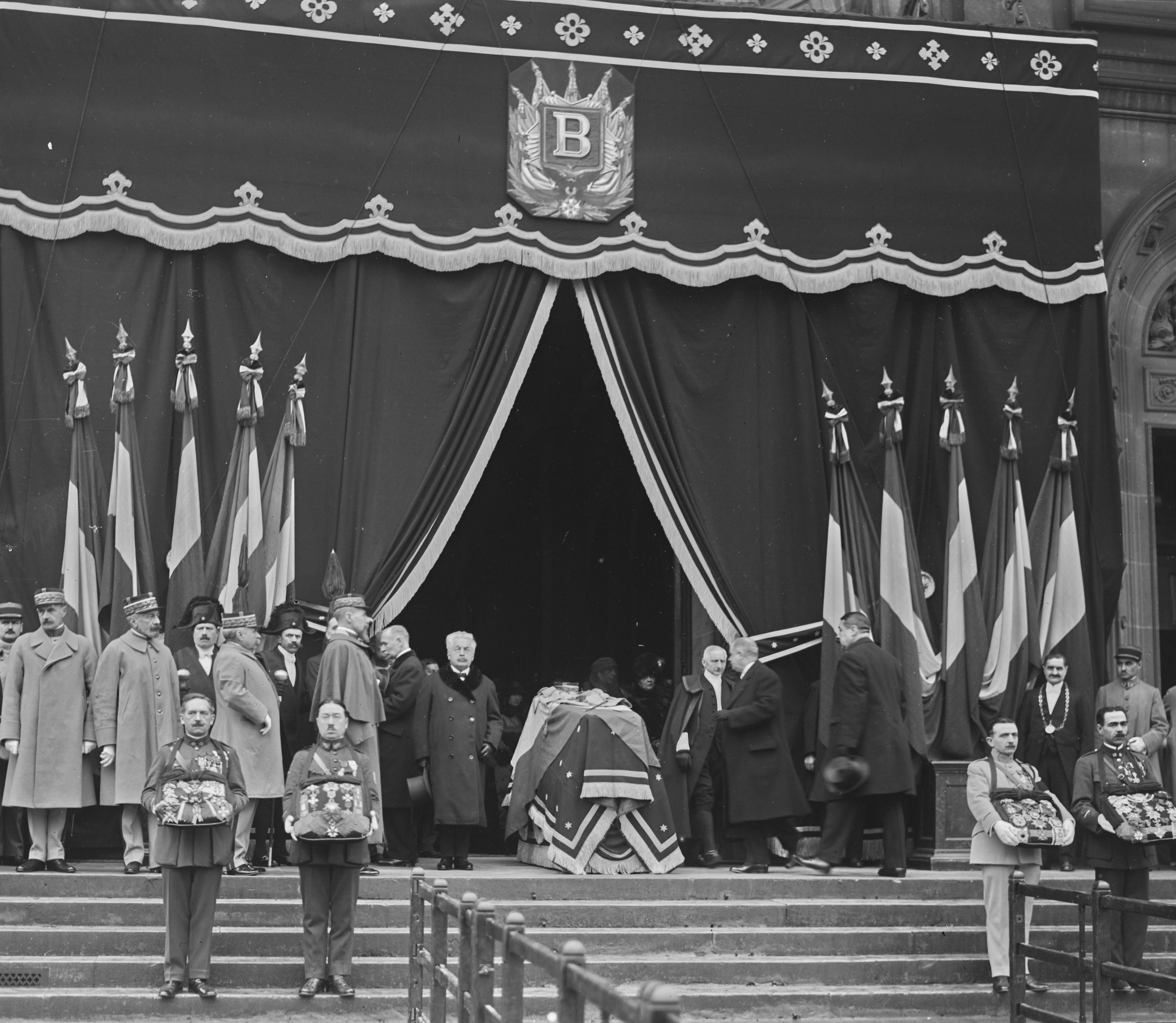
Obsèques d’Edmond Buat en présence du président Alexandre Millerand et du maréchal Foch (2 janvier 1924).

Persuadé qu'une nouvelle guerre avec l'Allemagne est inéluctable à terme de 20  à   30 ans, le général Buat s'efforce de réorganiser profondément l'armée française en favorisant les armes et les techniques nouvelles. Ses efforts sont contrariés par un conseil supérieur de la Guerre et un conseil supérieur de la Défense nationale où les opinions conservatrices sont majoritaires et par une réduction drastique des budgets d'équipement et de renouvellement des matériels.
Nommé chef d'état-major général de l'armée (CEMGA), le 24 janvier 1920, il sert à ce poste pendant trois ans, jusqu'à sa mort survenue brutalement dans la clinique parisienne de la rue Piccini le 30 décembre 1923. Les obsèques ont lieu à l’église Saint-François-Xavier de Paris, puis son corps est ramené à Nantes pour être inhumé au cimetière Miséricorde.
Depuis, une importante artère nantaise, longue de plus d'un kilomètre, formant un tronçon de l'ancienne « route de Paris », porte son nom : la rue du Général-Buat. Un monument est érigé à sa mémoire, situé actuellement Place du 51e-Régiment-d'Artillerie : il s'agit d'un buste commencé par Max Blondat et achevé par Paul Landowski.
En 1926, le sculpteur Émile Oscar Guillaume réalisa un buste en bronze du général Buat. Ce buste se trouve aujourd'hui dans les collections du Musée de l'Armée (Hôtel national des Invalides) à Paris.

## LeJournal
Le journal du général Edmond Buat est disponible sous deux formes : une version manuscrite conservée à la bibliothèque de l'Institut qui, notamment pendant la Grande Guerre, se présente souvent comme un résumé de la version dactylographiée plus complète qui comprend onze cahiers. Ces derniers cahiers, dont le contenu est détaillé ci-après, sont restés longtemps inédits (conservés par la famille) et n'ont été publiés qu'en 2015.

### Premier cahier (août 1914)
La période couverte par le premier cahier est très courte puisqu'elle ne porte que sur le mois d'août 1914. Buat, lieutenant-colonel, est le chef d'état-major de l'armée d'Alsace. Ce document  montre  bien la confusion régnant au début de la guerre, les défaillances de nombreux chefs confrontés à une situation imprévue ou qui les dépasse et l’isolement de chaque chef d’armée ou de corps  d’armée à peine informé de la situation de ses unités sur le terrain et ignorant presque tout de ce qui se passe ailleurs.

### Deuxième cahier (finaoût 1914-finoctobre 1915)
L’intérêt du deuxième cahier est étroitement lié au poste occupé par Buat, chef de cabinet du ministre de la Guerre – Alexandre Millerand – de fin août 1914 au 31 octobre 1915. On y trouve des informations très intéressantes sur :
- la connaissance quasi parfaite, par l’état-major français, des mouvements des armées allemandes et notamment de l’armée von Kluck, sur la préparation et la réalisation de la contre-attaque ayant abouti à la victoire de la Marne ;
- l’impréparation de l’armée française dans certains domaines comme le service de santé et le lancement tous azimuts et en catastrophe des fabrications d’armes, de munitions, etc. pour faire face aux réalités imprévues de la guerre ;
- le comportement courageux ou indigne de beaucoup d’hommes politiques dans les moments difficiles ;
- l’importance des allégeances politiques, philosophiques ou religieuses de certains chefs militaires expliquant, pour partie, les nominations, datant de l’avant-guerre, de généraux se révélant incapables de faire face à leurs responsabilités sur le terrain ;
- la nature des entretiens, rapportés dans le détail, de Buat avec Lord Kitchener et Winston Churchill qui apportent un éclairage intéressant sur l’attitude britannique face aux demandes de renforts et sur l’expédition des Dardanelles ;
- les conditions du choix de la couleur  bleu horizon et de la création de la croix de guerre ;

L’affaire Joseph Caillaux apparaît pour la première fois dans ce cahier.

### Troisième cahier (novembre 1915-mai 1916)
Il porte sur deux périodes très différentes :
- celle où, commandant de la 245e brigade, Buat s’acharne à mettre en place des mesures pratiques et des dispositions tactiques visant à économiser les vies humaines ;
- les quelques mois où, aide major-général au GQG, Buat commente la bataille de Verdun et ses préparatifs côté français, puis essaye de convaincre le général Joseph Joffre de  mettre en place des forces considérables pour l’offensive de la Somme et finalement échoue face à l’opposition du général Édouard de Castelnau soutenu par le général en chef Joseph Joffre ;

Dans ce cahier Buat revient sur l’organisation défensive qu’il préconise pour endiguer les assauts ennemis et minimiser les pertes et montre son intérêt pour les armes nouvelles, dont il comprend l’importance pour la guerre en cours et au-delà, à propos des chars de combat.
On y trouve, enfin, les premiers commentaires sur son ami de longue date, le général Philippe Pétain et de nombreuses critiques sur l’organisation du GQG et sur la faiblesse de Joffre face aux sollicitations politiques.

### Quatrième cahier (mai 1916-janvier 1917)
La période couverte par le quatrième cahier voit le général Buat passer du commandement d’une brigade à celui d’un corps d’armée. À la tête de la 121e division d’infanterie il participe aux offensives de 1916 dans la Somme en essayant de faire prévaloir ses idées ce qui donne lieu à des confrontations multiples avec son chef, le général Duchêne, commandant le 2e corps d’armée, dont il critique vivement le comportement dictatorial avec toutes les conséquences nuisibles qui en résultent.
Dès l’apparition du fusil mitrailleur, Buat pense à la mitraillette, qu’il appelle mitrailleuse individuelle, comme arme du fantassin.

### Cinquième cahier (janvier 1917-février 1918)
Il traite de la période où le général Buat est à la tête de la réserve générale d’artillerie Lourde. Ce cahier détaille la bataille permanente conduite contre la bureaucratie, le manque de matières premières, l’aveuglement ou l’inertie de certains responsables civils et militaires y compris au sein de l’état-major pour développer et améliorer l’efficacité d’une artillerie lourde qui va passer de 2 000 officiers et 55 000 hommes de troupe à 7 000 officiers et 230 000 hommes de troupe.
Cet effort en matière d’armement est dimensionné pour permettre la mise en œuvre d’attaques successives visant à détruire progressivement l’armée ennemie.
Les offensives de Nivelle en 1917 donnent lieu à de très nombreux commentaires portant notamment sur les critiques préalables des généraux Pétain et Micheler, le contexte politique, la critique par Buat de la disposition des armées et de l’emploi de l’artillerie lourde, l’éviction du général Nivelle, les conséquences négatives de ces offensives sur le moral des troupes se traduisant par des refus de montée en ligne.
On trouvera également dans ce cahier un entretien de Buat avec Winston Churchill portant sur l’emploi de l’artillerie lourde, la description des efforts de Buat pour créer les artilleries lourdes américaines et portugaises et convaincre (en vain) les Anglais et les Américains des avantages  d’une réserve générale d’artillerie lourde interalliée, des informations sur l’affaire Joseph Caillaux.
Ce cahier se termine par l’affectation de Buat au commandement d’une division d’infanterie qui, comme pour son départ du GQG en 1916, a toutes les apparences d’une disgrâce et donne à réfléchir sur l’attitude de Pétain vis-à-vis de « son ami », mais il ne s'agit que d'une supposition.

### Sixième cahier (20 février-11 juin 1918)
Il porte sur les mois où Buat commandant d’une division puis d’un corps d’armée engagés sur une portion relativement « tranquille » du front va, comme dans ses commandements de brigade et de division antérieurs, déployer son énergie et ses compétences pour optimiser l’organisation défensive de ses unités et l’emploi de l’artillerie légère et lourde. Comme dans ses commandements précédents Buat inspecte sans cesse les secteurs tenus par ses régiments et les arrières ; ces visites donnent lieu à des descriptions détaillées de la région désolée de Verdun bouleversée par les combats.
Dans ce cahier l’acharnement de Buat à faire réaliser les travaux, faire adopter les mesures tactiques et pratiques pour limiter les pertes humaines se manifeste sans cesse, y compris à l’arrivée des premières troupes américaines insouciantes des risques.
On notera l’incompréhension de Buat, pourtant expert en artillerie lourde, lors des premiers tirs de la grosse Bertha sur Paris.

### Septième cahier (12 juin 1918-11 novembre 1918)
Il va de l’époque de la fin des dernières grandes offensives allemandes, à l’armistice du 11 novembre 1918 et voit Buat d’abord commandant de la 5e armée pendant 3 semaines devenir major-général au GQG, il restera à ce poste jusqu’à la fin du mois d’octobre 1919.
Ce cahier met en évidence l’importance du rôle de Buat qui doit gérer au jour le jour les options parfois contradictoires de Foch et de Pétain et utiliser au mieux leur complémentarité ; tâche heureusement facilitée, mais source de hautes responsabilités, par les fréquentes  absences de Pétain en inspection quasi permanente et souvent non joignable.
Dans ce document on note la relation entre des « propos défaitistes » et les remaniements affectant le haut commandement, la force de l’opposition du général John Pershing aux tentatives françaises « d’intégrer » les forces américaines et la désorganisation et les pertes qui s’ensuivent, la situation critique d’une armée française en manque d’effectifs et même de chevaux et de munitions.
Le retournement de la situation en juillet 1918 est clairement décrit et expliqué par un Buat qui, malgré son optimisme, n’envisage pas, jusqu’en octobre, que la guerre puisse se terminer avant le printemps 1919 ; fin juillet des plans d’opérations allant jusqu’en 1921 sont même étudiés par le commandement des armées Alliés.
Malgré une bonne connaissance des problèmes d’effectifs de l’armée allemande, on comprend à la lecture de ce cahier à quel point l’effondrement rapide de l’Allemagne, et le changement de régime qui l’accompagne, surprennent le haut commandement, y compris Buat qui, jusqu’à la veille de l’armistice, prépare activement une grande offensive en Lorraine. On notera la surprise de Buat à la lecture des conditions d’armistice qu’il juge effarantes et même déshonorantes pour l’ennemi.

### Huitième cahier (12 novembre 1918-24 janvier 1920)
C'est un cahier de transition. D’une part il contient des informations intéressantes sur des événements de la guerre qui vient de se terminer : commentaires de Pétain sur ses difficiles relations avec Foch en juin et juillet 1918, le rôle de Louis Malvy dans l’éviction de Buat du GQG en 1916, les polémiques sur les offensives de Nivelle en 1917, les difficultés du général Louis Franchet d’Esperey avec les britanniques lors de la marche sur Constantinople.
Apparaissent dans ce cahier les premières réflexions de Buat sur l’organisation de l’armée, la formation des officiers, l’organisation défensive à adopter dans l’avenir, le rôle des armes nouvelles dans les années qui vont suivre la signature du traité de paix avec l’Allemagne.
Ce cahier est particulièrement riche de commentaires et de confidences concernant les maréchaux Foch et Pétain ; des pages entières traitent de l’affrontement de Foch et de Clemenceau dans les semaines précédant la signature du traité de Versailles, de l’obstination de Foch à refuser les mesures de démobilisation préconisées par Buat, du caractère et du comportement de Pétain. L’importance de l’enfance lorraine de Foch et de Buat dans leur vision de l’Allemagne y est manifeste.
À noter l’épisode du renouveau de la célébration de la Sainte Barbe à Metz, par les artilleurs, avec un discours de Buat critiquant l’interdiction de cette fête.
Dès cette époque la crainte, voire l’inéluctabilité, d’une nouvelle guerre avec l’Allemagne survenant dans les 10  à   25 années à venir est manifeste ; Buat regrette le dépeçage de l’Autriche-Hongrie, pour lui une séparation entre les États allemands catholiques du Sud et de l’Ouest et la Prusse militariste eut été une meilleure garantie que la limitation exorbitante de l’armée allemande, les réparations et les mesures de contrôle du désarmement avec les frustrations et les ressentiments qui vont en résulter.
Ce cahier se termine par la transition de trois mois pendant laquelle Buat, d’abord en congé, est cantonné dans le poste mineur d’inspecteur général de la 11e région militaire.

### Neuvième, dixième, onzième et douzième cahiers (1920-1923)
Ces quatre cahiers couvrent la période pendant laquelle Buat est chef de l’État-Major général de l’armée, du début de 1920 à la fin de sa vie.
Avec le neuvième cahier (1920), nous sommes au début d’une bataille pour construire une armée nouvelle dans son organisation, sa composition, son armement, sa doctrine d’engagement ; bataille qui, d’ailleurs, ne sera pas achevée à la mort de Buat.
Cette bataille qui va se poursuivre tout au long des deux années couvertes par le dixième cahier (année 1921) et le onzième cahier (année 1922) est décrite dans tous ses détails ; elle est livrée contre des « adversaires » multiples : les trop fréquents changements ministériels qui, avec les embûches parlementaires, conduisent à retarder sans cesse le vote des lois et des budgets  militaires, l’insouciance face à une menace lointaine et potentielle, les problèmes budgétaires qui réduisent à peu de choses les programmes d’armement, les querelles mesquines et les vues pour le moins passéistes et anachroniques de beaucoup de « grands » chefs militaires siégeant aux Conseils supérieurs de la Guerre et de la Défense nationale.
L'occupation de la Ruhr et ses conséquences militaires, économiques et politiques occupe une part importante du douzième cahier (année 1923) ; ce cahier relate également les péripéties qui accompagnent le Traité de Lausanne et l'élaboration du nouveau plan de concentration des armées françaises.
Ces quatre derniers cahiers contiennent des informations, des confidences et des commentaires qui font apparaître :
- un Foch complexe, maximaliste dès qu’il est question de sanctions contre l’Allemagne, très critique de l’impuissance gouvernementale qui peut conduire à des malheurs nationaux, plein de foucades, parfois visionnaire (il s’inquiète en 1922 qu’il n’y ait pas de recherches militaires sur la désintégration de la matière), se rapprochant progressivement de Buat ;
- un Pétain laissant Buat en première ligne dès que des difficultés apparaissent dans  les débats en Conseil supérieur de la Guerre ou de la Défense Nationale, toujours en conflit avec Foch, manifestant souvent son désir de prendre rapidement sa retraite et ne semblant plus apte à exercer des fonctions nécessitant une grande activité (?) ; toutes attitudes qui suscitent l’apparition progressive de critiques de la part de Buat, son ami depuis plus de 25 ans ;
- une estime, réciproque, du maréchal Hubert Lyautey pour Buat qui doit se battre pour les crédits nécessaires à l’armée du Levant, dirigée par son ami le général Henri Gouraud, et à l’armée du Maroc. À noter les commentaires de Buat sur les risques de propagande panislamique sur les régiments nord-africains de l’armée du Levant, la France puissance musulmane, l’importance des expéditions visant à relier l’Afrique du Nord aux colonies d’Afrique noire. Les deux hommes ont un adversaire commun : le général Charles Mangin ;
- un Alexandre Millerand président du Conseil puis président de la République jouant un rôle actif dans les affaires militaires et diplomatiques, très lié à Buat, qui n’hésite pas à l’utiliser pour court-circuiter, en cas de besoin, son ministre ou le président du Conseil. À noter la subordination directe de Buat, chef d’État-major général, au président de la République pour les fonds secrets et leur emploi notamment pour financer le service de renseignement de l’armée dont certaines activités sont décrites ;
- des ministres de la Guerre : André Lefèvre, Raiberti, Louis Barthou, André Maginot très différents, plus ou moins actifs et compétents, mais, au fond, très dépendants  de leur chef d’État-Major général qui a pour lui l’avantage de la continuité.
- un président du Conseil, Raymond Poincaré, souvent incapable de prendre une décision dans les situations difficiles.

Dans ces derniers cahiers on trouve également :
- des anecdotes diverses concernant, par exemple : la maladie du président Paul Deschanel, les scandales politiques du moment, la mainmise des États-Unis sur l’isthme de Panama, les débats à la conférence de Washington sur le désarmement ;
- le compte-rendu des discussions de Buat avec Winston Churchill, le roi Albert Ier de Belgique, Édouard Herriot de retour d’URSS, le maréchal Józef Piłsudski et les généraux Władysław Sikorski et Sosnowski, Alexandre Kerenski ;
- les commentaires d'André Maginot sur l’opposition, en novembre 1918, entre les partisans et les adversaires de l’armistice et ceux de Raymond Poincaré sur la « défaillance » de Philippe Pétain lors des  événements de mars-avril 1918.

Pendant cette période Buat partisan, malgré tout, de l’alliance Anglaise et convaincu du danger des visées bolchevistes est en faveur des solutions de compromis sur : les réparations allemandes, les sanctions contre l’Allemagne, la paix avec la Turquie de Mustafa Kemal Atatürk, etc.
Dans l’hypothèse d’une nouvelle guerre avec l’Allemagne, qu’il juge plus que probable, Buat (qui a compris que la nouvelle Reichswehr était le noyau d’une puissante armée) se bat pour le développement des armes nouvelles comme les chars et l’aviation. Ces armes doivent équiper une puissante armée de couverture apte, dès le tout début de la guerre, à se porter en Allemagne pour perturber aussi fortement que possible la mobilisation allemande ; face à ceux qui estiment qu’il sera, alors, toujours temps de fabriquer des armements modernes le général Buat ne cesse d’expliquer que, compte tenu de la puissance industrielle de l’Allemagne qui est supérieure à la nôtre, l’attentisme au début des hostilités jouera contre la France. Il est intéressant de constater qu'à cette époque le ministre André Maginot, adhère à ces idées.
Dans les cahiers du général Buat on croise des centaines de  personnages, la plupart inconnus aujourd’hui, et d’autres qui deviendront célèbres plus tard : le lieutenant de vaisseau François Darlan, le pacha Thami El Glaoui, Maurice Gamelin, le prince Hirohito, le commandant François de La Rocque, Albert Lebrun, le commandant Charles Noguès, le lieutenant-colonel Marcel Prévost, Adolf Hitler , etc.
Les personnages centraux, ceux qui font l’objet de très nombreux récits, témoignages, commentaires sont pour les politiques : Alexandre Millerand, Georges Clemenceau, André Lefèvre, Albert Thomas, Georges Leygues, Raymond Poincaré, Aristide Briand, Louis Malvy, Louis Barthou, André Maginot, Winston Churchill, David Lloyd George, Wilhelm Cuno, Gustav Stresemann, Mustafa Kemal ; pour les militaires : Philippe Pétain, Ferdinand Foch, Joseph Joffre, Édouard de Castelnau, Louis Franchet d’Esperey, Marie Emile Fayolle, Hubert Lyautey, Henri Berthelot, Marie-Eugène Debeney, Jean-Marie Degoutte, Auguste Dubail, Henri Gouraud, Paul André Marie Maistre, Charles Mangin, Robert Georges Nivelle, Pierre Auguste Roques, Maxime Weygand, Douglas Haig, Erich Ludendorff, John Pershing. Pour certains d’entre eux, et notamment pour le maréchal Philippe Pétain, les cahiers de Buat sont un témoignage historique capital.

## Grades
- 14 avril 1916 : général de brigade à titre temporaire.
- 29 décembre 1916 : général de division à titre temporaire.
- 31 décembre 1916 : général de brigade à titre définitif.
- 24 septembre 1918 : général de division à titre définitif.

## Décorations

### Décorations françaises
- : grand-croix de la Légion d'honneur : 27 décembre 1923[8] :
  - chevalier : 12 juillet 1910 ;
  - officier : 3 décembre 1916 ;
  - commandeur : 15 mars 1919 ;
  - grand officier : 9 juillet 1921.
- : croix de guerre 1914-1918 avec trois palmes et une étoile d'argent.
- : médaille de la Victoire.
- : officier de l'Instruction publique (maintenant Palmes académiques) et officier d'Académie.

### Principales décorations étrangères
- Royaume-Uni : chevalier commandeur de l'ordre du Bain.
- Belgique : 
  - grand officier de l'ordre de Léopold ;
  - croix de guerre.
- Italie : grand officier de l'ordre de Saint-Maurice et Saint-Lazare.
- États-Unis : Distinguished Service Medal.
- Japon : 
  - grand-croix de l'ordre du Soleil levant ;
  - grand-croix de l'ordre du Trésor sacré.
- Pologne : ordre de 5e classe de Virtuti militare.
- Serbie : grand-croix de l'Aigle blanc.

## Citations
- « Des hommes intelligents il y en a presque trop en France. Des gens de bon sens juste ce qu'il faut. Des gens de caractère ? Pas assez[9]. »
- « Souvent à la veillée - en confident et en ami - il me lisait ses Notes de guerre qu'une prodigieuse puissance de travail lui permettait de rédiger quotidiennement ; quelle sincérité et que de vérités parfois brutalement exprimées dans ces souvenirs, si profondément honnêtes, et qui, lorsqu'ils paraîtront plus tard en Mémoires, détruiront sans doute quelques légendes[10] ! »
- « Nous disposons par bonheur d'une source [...], écrite au jour le jour [...] par le seul homme qui, à partir du 4 juillet 1918, voit quotidiennement Pétain. il s'agit des carnets du général Buat devenu major-général à la suite du général Anthoine, révoqué par Clemenceau[5]. »

## Publications
- avec le général Henri de Lacroix, Un voyage d'état-major de corps d'armée, Paris, R. Chapelot, 1908.
- Étude critique d'histoire militaire. 1809, de Ratisbonne à Znaïm, deux volumes, Paris, R. Chapelot, 1909, rééd. Paris, Teissèdre, 2008.
- L'Artillerie de campagne : son histoire, son évolution, son état actuel, Paris, Félix Alcan, coll. «Nouvelle collection scientifique», 1911.
- Les Méthodes de tir de la batterie d'infanterie, M. Imhaus et R. Chapelot, 1911, nouvelle édition, 1912.
- Procédés de commandement du groupe de batteries sur le champ de bataille, Paris, R. Chapelot, 1912.
- La Lutte d'artillerie et les méthodes de tir de la contre-batterie, Paris, M. Imhaus et R. Chapelot, 1912.
- La Concentration allemande d'après un document trouvé dans un compartiment de chemin de fer, Paris, R. Chapelot, 1914 (publié anonymement).
- L'Armée allemande pendant la guerre de 1914-1918, grandeur et décadence, manœuvres en lignes intérieures, Paris, Chapelot, 1920 (traduit en allemand : Die Deutsche Armee im Weltkriege, ihre Grösse und ihr Verfall, ihr Manöverieren auf der inneren Linie. Herausgegeben und übersetzt von Hans Krause, Munich, Wieland Verlag, 1921).
- Ludendorff, Paris, Chapelot, 1921.

Prix Narcisse-Michaut de l’Académie française
- La Prise de Loivre par le 3e bataillon du 133e (16 avril 1917), Paris, Chapelot, 1922.
- Hindenburg et Ludendorff stratèges, Paris, Berger-Levrault, 1923.
- Journal du général Edmond Buat 1914-1923, Paris, Ministère de la défense/Perrin, 2015.